# 아트 오브 일루션
아트 오브 일루션(Art of Illusion)은 3D 그래픽을 만들기 위한 자유 소프트웨어이자 오픈 소스 소프트웨어 패키지이다.
3D 모델링(3D modeling), 텍스처 매핑(texture mapping), 3D 렌더링(3D rendering) 스틸 이미지 및 애니메이션을 위한 도구를 제공하고있다. 아트 오브 일루션(Art of Illusion)은 3D 인쇄용 모델을 STL 파일 형식으로 내보낼 수도 있다.

## 유리병
| |
| (예시) 아트 오브 일루션(Art of Illusion)에서 모델링되고 광자 매핑(photon mapping)의 화선(caustics)으로 렌더링된 유리 그릇에 담긴 액체에 굴절된 빛 |

## 같이 보기
- 메시랩
- 블렌더